# Infinity (canción)
«Infinity» (también conocida como «Infinity (1990s... Time for the Guru)»), es una canción grabada en 1989 por el músico británico de acid house Guru Josh, incluido en su álbum del mismo nombre. La canción fue relanzada en 2008 en una versión remix llamada Infinity 2008 y disfrutó de nuevo el éxito en muchos países.

## Publicación en 1989
La canción fue lanzada en 1989 del álbum del mismo nombre. Tuvo un éxito en muchos países europeos, como Alemania, Reino Unido y Austria en 1989, alcanzando el puesto N.º 5 en las listas británicas en enero de 1990, y ha aparecido en numerosas compilaciones de 1990 a la actualidad.

### Lista de sencillos
7" sencillo
1. «Infinity» (1990's... Time for the Guru)
2. «Infinity» (Spacey saxophone mix)

12" maxisencillo
1. «Infinity» (1990's... Time for the Guru 12" mix) — 7:25
2. «Infinity» (Spacey saxophone mix) — 4:03
3. «Infinity» (1990's... Time for the Guru 7" mix) — 4:00

### Certificaciones
| País     | Certificación | Fecha | Ventas de certificados |
| -------- | ------------- | ----- | ---------------------- |
| Alemania | Oro           | 1990  | 150 000                |

### Posiciones más altas en listas
| Lista (1990)                      | Mejor posición |
| --------------------------------- | -------------- |
| Alemania (German Singles Chart)   | 2              |
| Australia (ARIA Singles Chart)    | 4              |
| Austria (Austrian Singles Chart)  | 5              |
| Bélgica (Ultratop 50 flamenca)    | 2              |
| Irlanda (Irish Singles Chart)     | 8              |
| España (AFYVE)                    | 1              |
| Noruega (Norwegian Singles Chart) | 5              |
| Países Bajos (Dutch Top 40)       | 3              |
| Reino Unido (UK Singles Chart)    | 5              |
| Suiza (Swiss Singles Chart)       | 4              |

| Listas de fin de año (1990) | Posición |
| --------------------------- | -------- |
| Australian Singles Chart    | 26       |
| Austrian Singles Chart      | 9        |
| Swiss Singles Chart         | 20       |

## Infinity 2008
En 2007, se formó "Guru Josh Project" integrado por Guru Josh, Anders Nyman (bajo el alias Snakebyte) y el hombre que inspiró el trato, Darren Bailie. En 2008, relanzaron "Infinity", como "Infinity 2008", basada en la versión remezclada por el DJ alemán, Klaas. Esta versión gozó nuevamente de una gran popularidad, alcanzando el número uno en Francia, Bélgica, Dinamarca y en el Eurochart Hot 100, el número dos en la lista alemana de música dance, y el puesto número 3 en el UK Singles Chart. La canción fue compuesta por Paul Walden y producido por los alemanes Klaas Gerling & Jerome Isma-Ae. Fue publicado por EMI Music Publishing Ltd.
"Infinity 2008" fue una adaptación de Infinity escrito por Guru Josh bajo la licencia del sello discográfico BCB, publicado por EMI del Reino Unido. 
Inicialmente, las discográficas tomaron la decisión de no publicarlo fuera de Europa, en países como Australia y los Estados Unidos, lo que le impidió destacarse en otras partes del mundo. Sin embargo, en abril de 2009, fue distribuido por Ultra Records en los Estados Unidos y logró la primera posición en el Billboard Hot Dance Airplay.
El video musical de la canción en YouTube ha sido visto casi 90 millones de veces. El video muestra a la playmate alemana Janina Wissler (chica Playboy en septiembre de 2005) y el mismo Guru Josh.

### Lista de sencillos
CD sencillo
1. «Infinity 2008» (Klaas vocal edit) — 3:12
2. «Infinity 2008» (Klaas remix) — 6:29
3. «Infinity 2008» (Jerome Isma-Ae remix) — 7:33

CD maxisencillo - Remixes
1. «Infinity 2008» (Klaas vocal edit) — 3:12
2. «Infinity 2008» (commercial radio edit) — 4:25
3. «Infinity 2008» (Klaas]] vocal mix) — 4:54
4. «Infinity 2008» (Klaas remix) — 6:29
5. «Infinity 2008» (Jerôme Isma-ae remix) — 7:32
6. «Infinity 2008» (Yvan and Dan Daniel remix) — 6:50
7. «Infinity 2008» (Magic Mitch club mix) — 5:54
8. «Infinity 2008» (Steen Thottrup Chill mix) — 6:00

### Posicionamiento en listas y certificaciones
| Lista (2008–2009)                            | Mejor posición |
| -------------------------------------------- | -------------- |
| Alemania (Media Control Charts)              | 4              |
| Austria (Ö3 Austria Top 40)                  | 3              |
| Bélgica (Ultratop 50 flamenca)               | 1              |
| Bélgica (Ultratop 40 valona)                 | 2              |
| Canadá (Canadian Hot 100)                    | 35             |
| Chile (Top 100)                              | 52             |
| Dinamarca (Tracklisten)                      | 1              |
| España (PROMUSICAE)                          | 2              |
| Estados Unidos (Hot Latin Songs)             | 42             |
| Estados Unidos (Billboard Hot Dance Airplay) | 1              |
| European Hot 100                             | 1              |
| Finlandia (Suomen virallinen lista)          | 6              |
| Francia (SNEP Singles Chart)                 | 1              |
| Hungría (Mahasz Airplay Chart)               | 1              |
| Irlanda (Irish Singles Chart)                | 10             |
| Italia (FIMI)                                | 20             |
| Noruega (VG-lista)                           | 3              |
| Países Bajos (Dutch Top 40)                  | 2              |
| Reino Unido (UK Singles Chart)               | 3              |
| Rusia (Airplay Chart)                        | 2              |
| Suecia (Sverigetopplistan)                   | 8              |
| Suiza (Schweizer Hitparade)                  | 2              |

| Región       | Fin de año de éxitos (2008)      | Posición |
| ------------ | -------------------------------- | -------- |
| Alemania     | German Singles Chart             | 17       |
| Austria      | Austrian Singles Chart           | 28       |
| Bélgica      | Belgian (Flanders) Singles Chart | 11       |
| Bélgica      | Belgian (Wallonia) Singles Chart | 37       |
| Europa       | Eurochart Hot 100                | 21       |
| Francia      | French Singles Chart             | 18       |
| Países Bajos | Dutch Singles Chart              | 14       |
| Suiza        | Swiss Singles Chart              | 30       |

#### Certificaciones
| País        | Certificación | Fecha                   | Ventas certificadas |
| ----------- | ------------- | ----------------------- | ------------------- |
| Alemania    | Oro           | 2008                    | 150 000             |
| Bélgica     | Oro           | 13 de diciembre de 2008 | 15 000              |
| España      | 3× Platino    | 2009                    | 120 000             |
| Reino Unido | Oro           | 2013                    | 400 000             |
| Suecia      | Oro           | 2009                    | 10 000              |

#### Sucesión en listas
| Anterior: «Beggin'» de Madcon «Ça n'finira jamais» de Johnny Hallyday | SNEP Singles Chart — Sencillo Nro 1 1 de noviembre de 2008 — 8 de noviembre de 2008 29 de noviembre de 2008 — 6 de diciembre de 2008 | Siguiente: «Appelle mon numéro» de Mylène Farmer «Ah... si tu pouvais fermer ta gueule...» de Patrick Sébastien |
| Anterior: «Ayo Technology» de Milow                                   | Ultratop 50 flamenca — Sencillo Nro 1 8 de noviembre de 2008 — 13 de diciembre de 2008                                               | Siguiente: «Womanizer» de Britney Spears                                                                        |
| Anterior: «So What» de Pink                                           | European Hot 100 — Sencillo Nro 1 15 de noviembre de 2008 — 29 de diciembre de 2008                                                  | Siguiente: «If I Were a Boy» de Beyoncé                                                                         |
| Anterior: «Hot n Cold» de Katy Perry                                  | Tracklisten — Sencillo Nro 1 19 de diciembre de 2008 — 26 de diciembre de 2008 16 de enero de 2009 — 23 de enero de 2009             | Siguiente: «Hot n Cold» de Katy Perry «Kun for mig» de Medina                                                   |
| Anterior: «Poker Face» de Lady Gaga                                   | Billboard Hot Dance Airplay — Sencillo Nro 1 23 de mayo de 2009 — 30 de mayo de 2009                                                 | Siguiente: «When Love Takes Over» de David Guetta con Kelly Rowland                                             |

## Infinity 2012
En 2012, tuvo una nueva reedición de "Infinity", está vez basado en la versión de los productores suizos Antoine Konrad y Fabio Antoniali bajo el nombre artístico de DJ Antoine vs. Mad Mark. Fue lanzado digitalmente en Austria, Alemania y Suiza el 14 de mayo de 2012, donde logró ingresar al top 20 de sus listas musicales. Además, esta versión recibió el disco de oro en Italia.

### Lista de canciones
- Sencillo en CD[34]

1. "Infinity 2012" (DJ Antoine vs. Mad Mark Radio Edit) – 3:25
2. "Infinity 2012" (DJ Antoine vs. Mad Mark Remix) – 6:56

- Descarga digital[35]

1. "Infinity 2012" (DJ Antoine vs. Mad Mark Radio Edit) – 3:25
2. "Infinity 2012" (DJ Antoine vs. Mad Mark Remix) – 6:56
3. "Infinity 2012" (Robbie Rivera Juicy Remix) – 6:30
4. "Infinity 2012" (Loverush UK! Remix) – 6:48
5. "Infinity 2012" (PunX Soundcheck Dubstep Remix) – 5:42